# Il mistero Henri Pick
Il mistero Henri Pick (Le Mystère Henri Pick) è un film del 2019 diretto da Rémi Bezançon. La pellicola è l'adattamento cinematografico del romanzo omonimo scritto da David Foenkinos.

## Trama
Daphné, giovane talent scout di una grande casa editrice parigina, durante un fine settimana a casa di suo padre in Bretagna a Crozon, in compagnia del fidanzato Fred, giovane scrittore senza successo (il suo primo e ultimo romanzo "La vasca da bagno" è stato un flop avendo venduto solo 237 copie), viene a conoscenza della sezione “libri rifiutati“ nella biblioteca del paese (stanza dove vengono conservati i libri scartati dagli editori).
La donna visitando la biblioteca, si imbatte in un romanzo di straordinaria bellezza, «Le ultime ore di una storia d’amore», di Henri Pick, che racconta in parallelo la fine di una relazione sentimentale e l'agonia di Puškin dopo il fatale duello con d'Anthès. Propone il libro alla sua casa editrice, che decide di pubblicarlo. Parte quindi alla ricerca dell’autore, scoprendo che l’uomo, proprietario di una pizzeria in paese, è deceduto da oltre due anni e che chiunque lo abbia conosciuto, compresa la moglie e la figlia Joséphine, nulla sapeva della sua passione per la scrittura e per la letteratura in particolar modo russa, non avendolo neanche mai visto scrivere o leggere. Tuttavia, tutti si convincono che Pick abbia veramente scritto il libro.
Il romanzo viene pubblicato e, soprattutto grazie alla storia del manoscritto rifiutato, diventa un bestseller sconvolgendo non solo la vita della famiglia Pick ma anche quella dell’intero villaggio.
Il caso editoriale arriva in tv nel talk show condotto dal famoso critico letterario Jean-Michel Rouche, il quale, una volta in onda e in diretta, diffida subito pensando a un falso letterario ed esprimendo apertamente le proprie perplessità riguardo l’identità dell’autore, provocando la veemente ira della moglie e di Daphné presenti in studio che abbandonano la trasmissione. L’esternazione attirerà le ire della produzione tv che lo licenzia e gli costerà il rapporto con la moglie che lo mette alla porta.
L’uomo, con lo scopo di cercare la verità e ristabilire la propria reputazione, decide di andare più a fondo e trovare il vero autore del romanzo. Nel corso dell'indagine, Rouche viene aiutato anche dalla figlia di Henri, Josephine, la quale inizialmente non nutre alcun dubbio sulla reale paternità dello scritto. Le indagini in questa intricata vicenda vedranno nascere un affetto fra i due.
Il mistero Henry Pick lievita progressivamente, raccogliendo sempre nuovi elementi a sostegno sia di una tesi sia dell'altra, per poi di colpo svanire non appena la soluzione dell'enigma sembra a portata di mano.
La soluzione fin troppo (im)prevedibile è legata a una casualità: il critico alla fine legge il romanzo flop del fidanzato di Daphné, capendo finalmente che è lui quello che si cela dietro Henri Pick, ottenendone conferma da Fred in persona durante una colazione (attraverso un flashback, allo spettatore è spiegato come Daphné, una volta a conoscenza della verità, abbia organizzato il tutto e conseguentemente viene messo in evidenza il contraddittorio mondo culturale/letterario/editoriale ingolfato da tanti autori non eccezionali e pochi lettori, dove l’obiettivo è solo la vendita, non più la qualità dei contenuti).

## Distribuzione
In Francia, la pellicola è stata distribuita a partire dal 6 marzo 2019 da Gaumont; in Italia è stata distribuita, a partire dal 19 dicembre dello stesso anno, da I Wonder Pictures.